# BMW R80 G/S Paris Dakar
La BMW R80 G/S Paris Dakar (G/S da Gelände/Strasse in tedesco: fuoristrada/strada) è una motocicletta prodotta dalla casa motociclistica BMW.

## Caratteristiche e storia
La BMW R80 G/S Paris Dakar è un allestimento derivato dalla BMW R80 G/S, nato con lo scopo di celebrare i quattro successi della casa nella Parigi-Dakar nel 1981, 1982, 1984 e 1985. Le ultime due vittorie furono conseguita dal pilota belga Gaston Rahier, che si pregiò di voler autografare il serbatoio di tale versione in modo autentico (oggi esiste in commercio una decalcomania che lo riproduce fedelmente). L'allestimento si differenzia rispetto alla versione standard per alcuni particolari, tra i quali:
- serbatoio del carburante maggiorato a 32 litri di capacità e autografato da G.Rahier,
- sella corta monoposto dotata di un robusto portapacchi (era fornita in serie anche la sella lunga due posti),
- mancanza delle fiancatine (i cui supporti venivano coperti da capsule in gomma),
- marmitta cromata con protezione nera,
- parafango posteriore bianco,
- batteria 12v/20Ah,
- avviamento anche a pedivella (optional),
- traversino di rinforzo della forcella anteriore,
- elemento montato sull'estremità superiore della forcella che limitava il raggio di sterzata e che evitava il contatto tra le frecce anteriori e il serbatoio maggiorato
- peso pari a 205 kg,
- gomme tassellate Michelin T61.

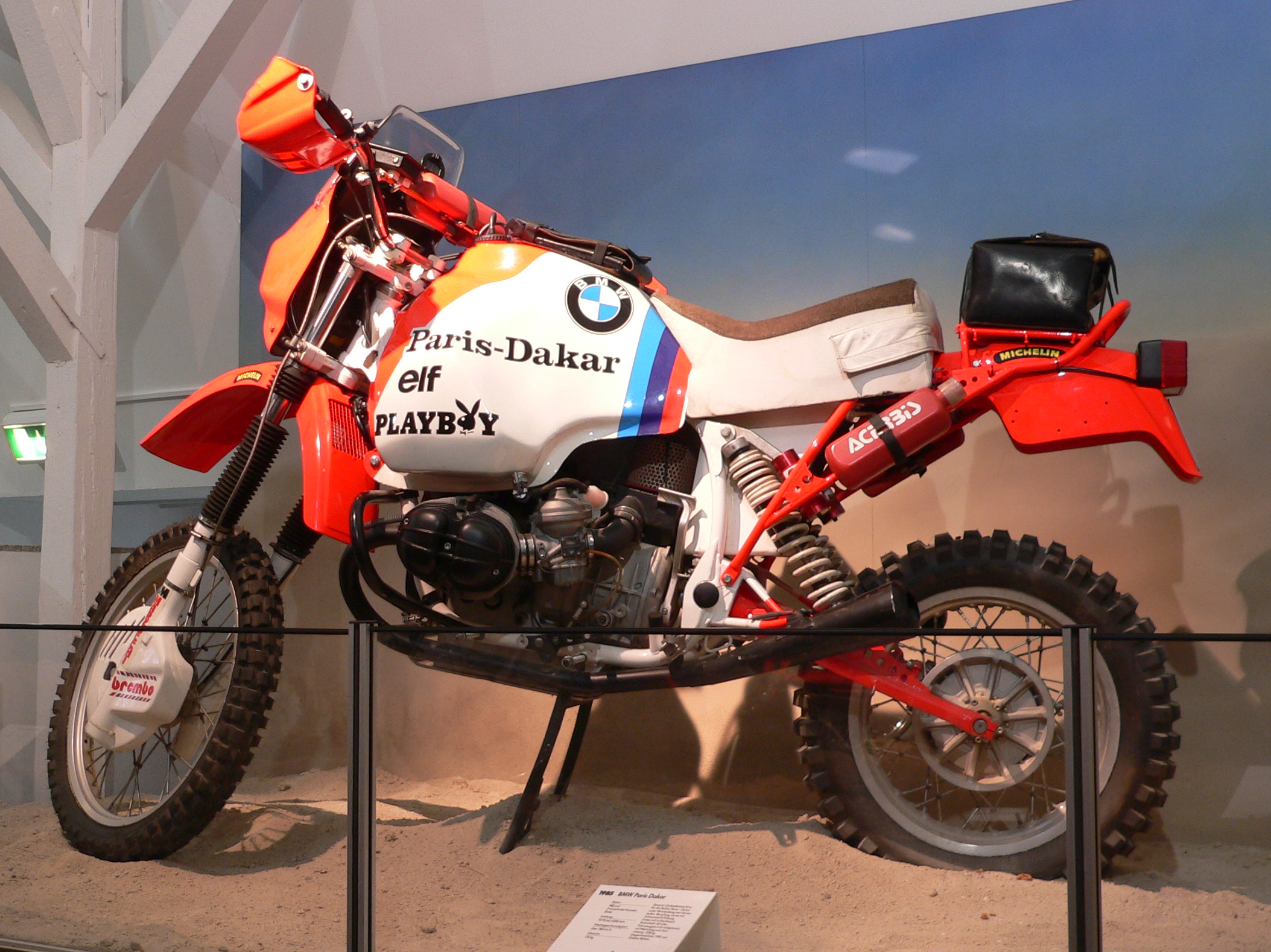
La R80 G/S di Rahier vincitrice della Parigi-Dakar

Secondo la rivista Motorrader, questa versione fu allestita in fabbrica in 3190 pezzi (più specificamente: 770 nel 1984, 690 nel 1985, 1100 nel 1986 e 630 nel 1987), e questo motivo le rende motociclette apprezzate a livello collezionistico (le BMW R80 G/S normali risulta che vennero prodotte in 18674 pezzi).

## Galleria d'immagini

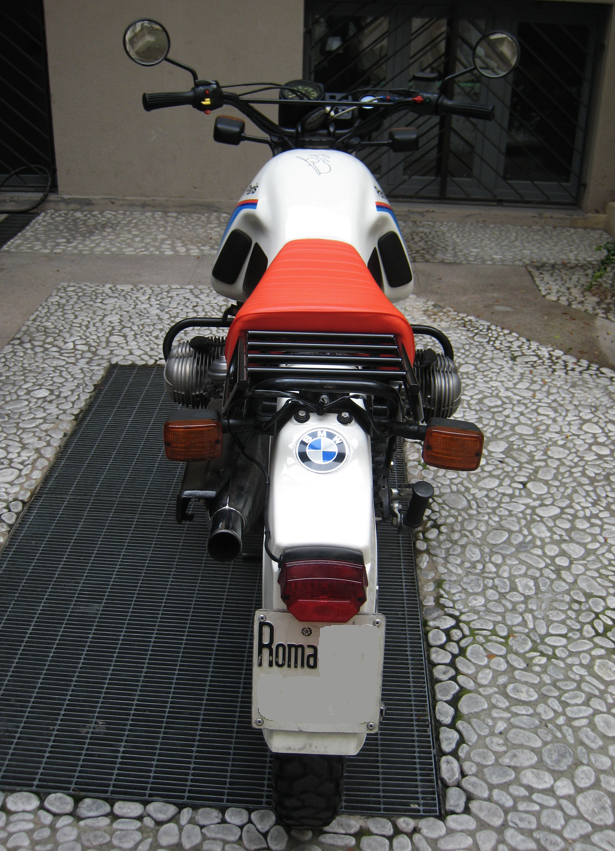
BMW R80 G/S PD
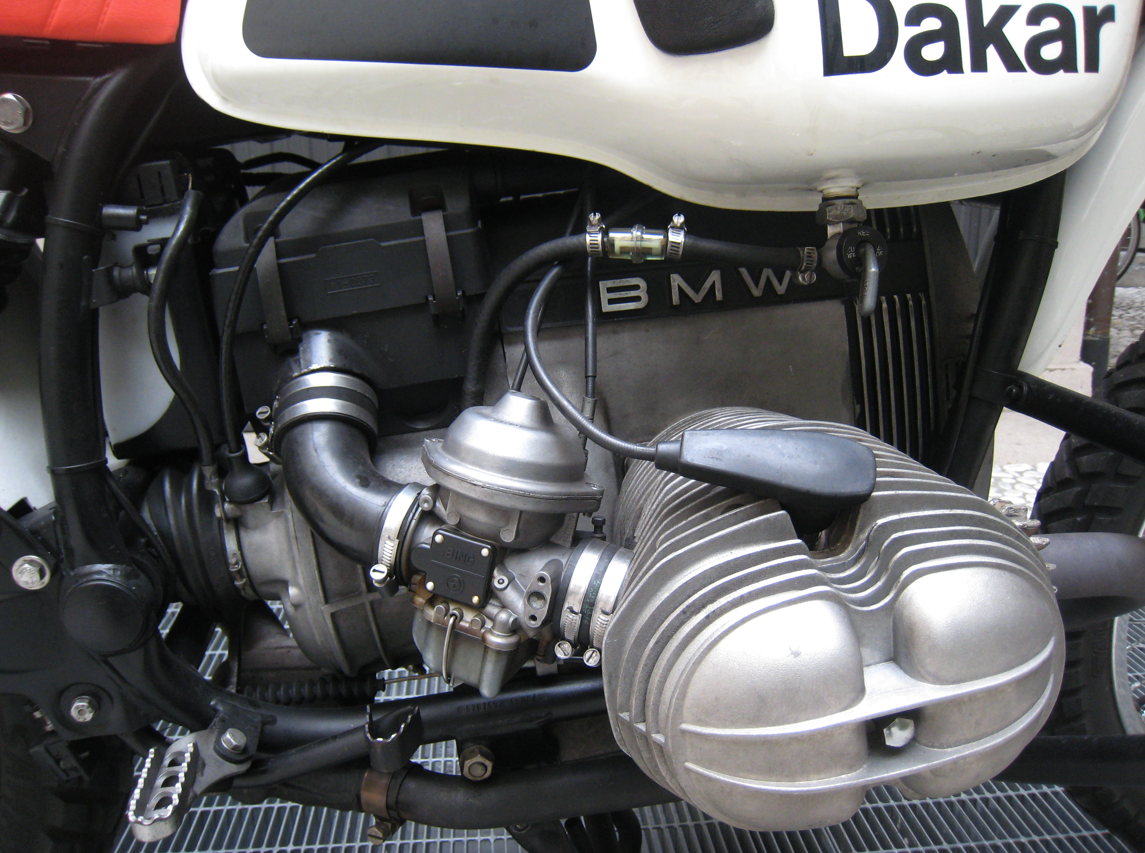
BMW R80 G/S particolare testata
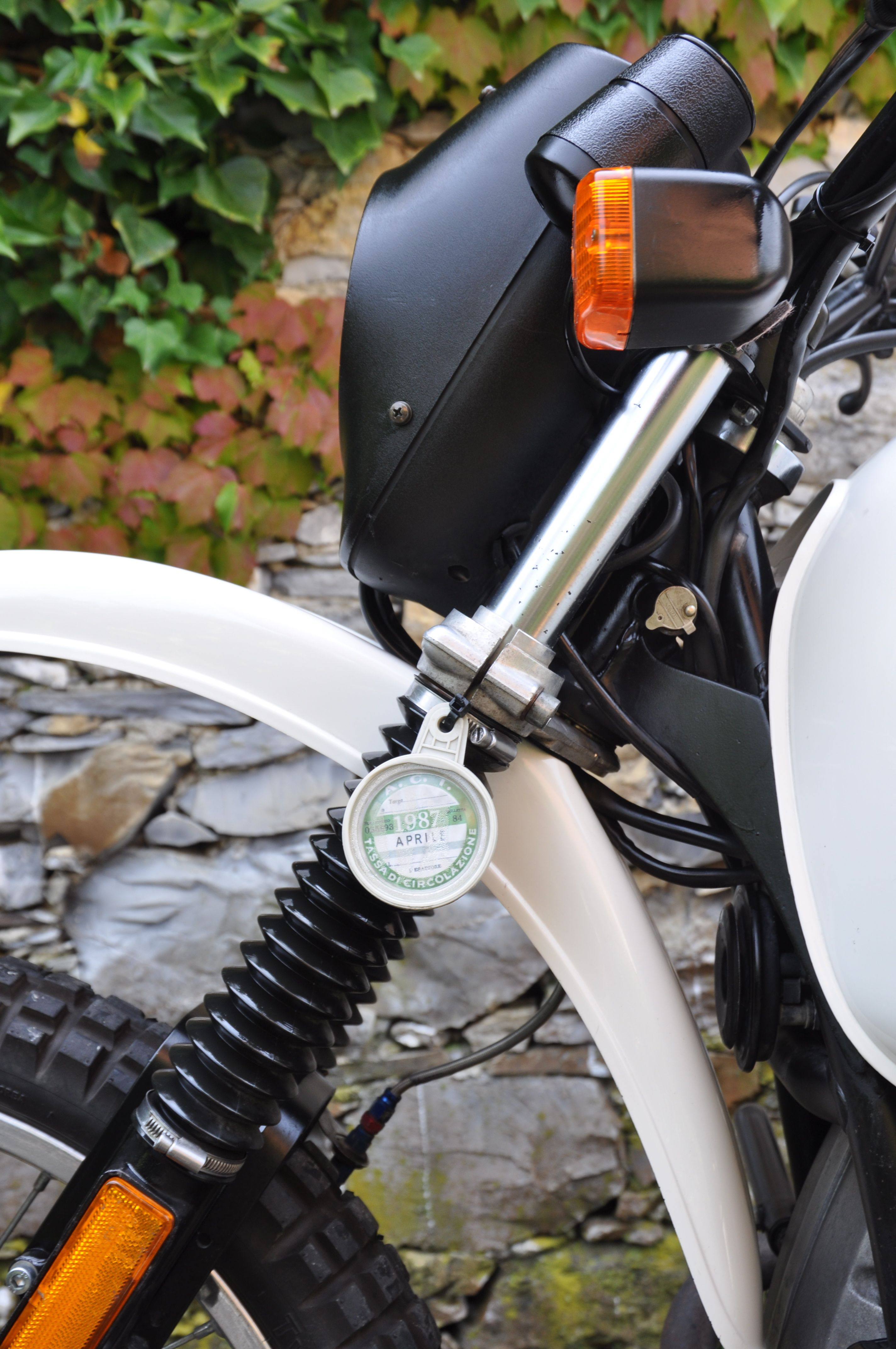
particolare forcella
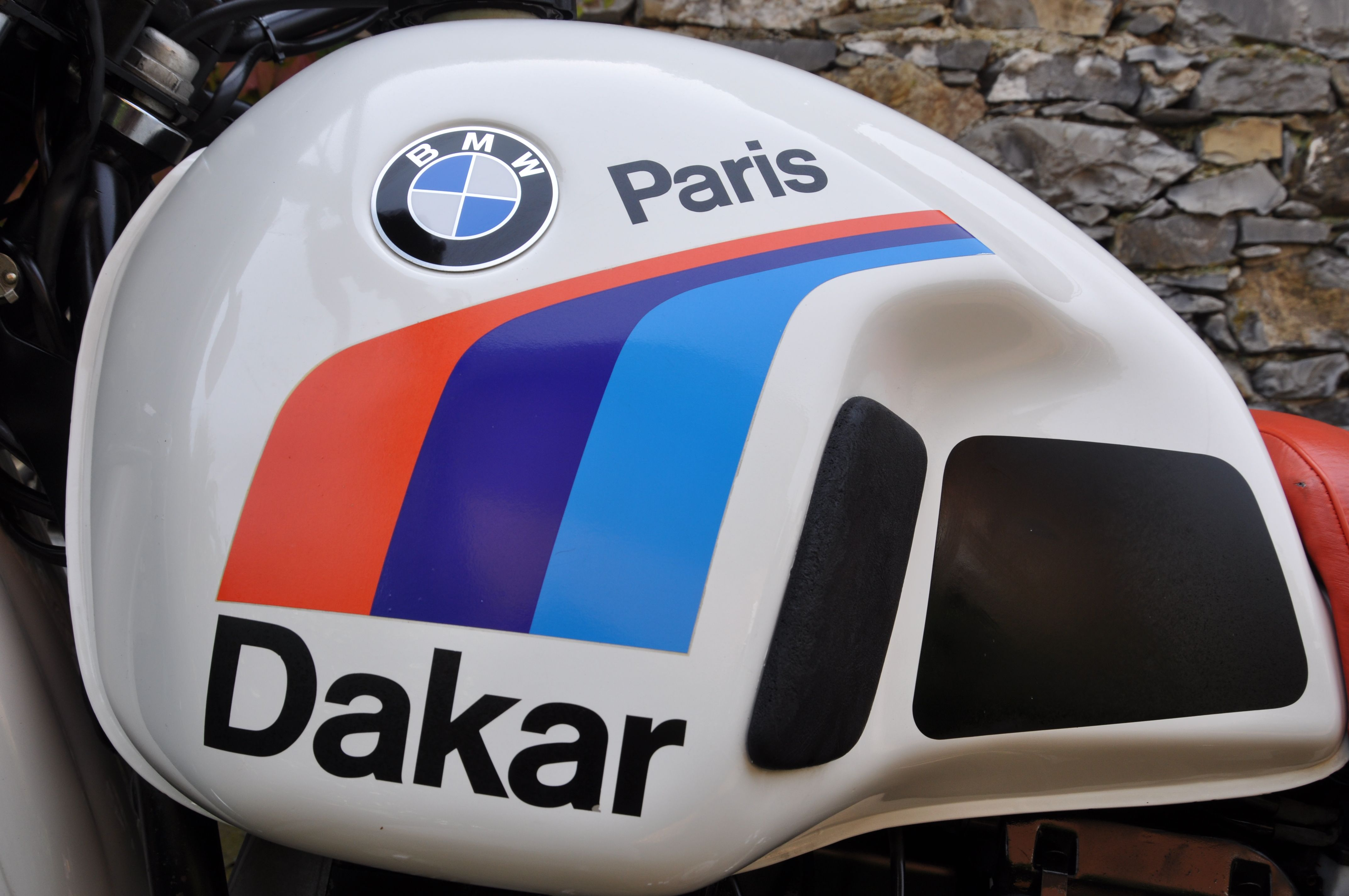
particolare serbatoio da 32 litri
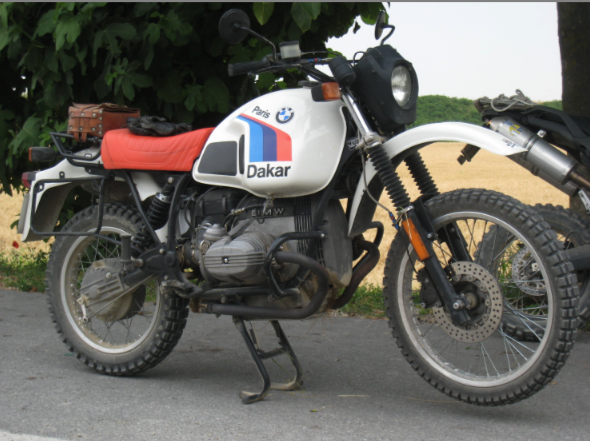
R80 G/S Paris Dakar in fuori strada con borsina portattrezzi Ricky Cross